# Bezirk Santa María
Santa María ist ein Bezirk (distrito) der Provinz Herrera in Panama. Die Einwohnerzahl betrug laut Volkszählung 2023 8724.

## Gliederung
Der Bezirk Santa María ist administrativ in folgende Corregimientos unterteilt:
- Santa María
- Chupampa
- El Rincón
- El Limón
- Los Canelos